# Неру, Алешандре
Алеша́ндре Не́ру Вие́йра (порт.-браз. Alexandre Nero Vieira; род. 13 февраля 1970, Куритиба) — бразильский актёр, певец, композитор и мультиинструменталист.

## Биография
Родился 13 февраля 1970 года в Куритибе (штат Парана, Бразилия). Его первый персонаж появился в 2008 году в телесериале «Фаворитка» в роли зеленщика Вандерлея. В 2010 году он сыграл главного антагониста шестичасовой мыльной оперы «Так предначертано звёздами». В 2011 году сыграл Бальтазара в телесериале «Изысканная гравюра». В том же году он выпустил свой третий студийный альбом «Vendo Amor», а в 2012 году сыграл персонажа Стенио в телесериале «Спаси меня, Святой Георгий». В 2013 году он выпустил свой первый DVD «Revendo Amor — Com Pouco Uso Quase na Caixa».
В 2014 году он сыграл своего первого главного героя в прайм-тайм, легендарного Жозе Альфредо де Медейруша в телесериале «Империя». За этого персонажа Неру получил награды «Лучший актёр года», «Контиго» и «Трофей Импренса» за лучшую мужскую роль. В 2015 году он сыграл сомнительного Ромеро Ромуло в телесериале «Правила игры», будучи номинированным на международную премию «Эмми» за лучшую мужскую роль, считающуюся главной наградой мирового телевидения. В 2017 году сыграл роль Жеральдо в телесериале «Дети отечества». В 2018 году сыграл роль Педру в телесериале «Там, где рождаются сильные». В 2021 году он сыграл дьявольского Тонико в мыльной опере «Во времена императора».